# Justin Friedrich Wilhelm Iken (1785–1866)
Justin Friedrich Wilhelm Iken (* 17. November 1785 in Bremen; † 12. Mai 1866 in Bremen) war ein Kaufmann, Reeder und Bremer Senator.

## Biografie
Iken war der Sohn des Expeditionssekretärs Arnold Iken (1756–1802) und seiner Frau Anna (1764–1828). Sein  Großvater war der Bremer Bürgermeister Justin Friedrich Wilhelm Iken (1726–1805) und er war Neffe von Senator Jacob Ludwig Iken (1758–1811) und Senator Volchart Meier (1761–1811).

Er war verheiratet mit der Predigertochter Charlotte Rebecka Elise Klugkist (1792–1829); beide hatten drei Kinder. In zweiter Ehe war er kinderlos verheiratet mit der Richtertochter Clementine Antoinette von Post (1810–1885).

Er wohnte ab 1841 in Bremen-Mitte, Bremer Marktplatz Nr. 1 und erwarb 1819 ein Landgut, auf dem später der Landsitz Hasse entstand. Zwei Enkel von Senator Iken teilten 1894/95 den Besitz untereinander auf.
Er absolvierte seine Schulzeit in Bremen und machte eine kaufmännische Lehre im Weinhandel und war dann Teilhaber der Firma Buxtorf, Wichelshausen & Co. 1830 wurde er Ältermann. 1831 gründete er die Bremer Reederei J.F.W. Iken, die später im 19. Jahrhundert zur zweitgrößten Bremer Reederei aufstieg, ab 1834 auch als Auswandererreederei fungierte und von Engelbert Klugkist geleitet wurde.
Von 1831 bis 1860 war er als Nachfolger von Siegmundt Tobias Caesar Bremer Senator. Unter dem Vorsitz von Senator Iken bildete sich 1844/45 ein Konsortium, das die Planungen für eine elektrische Telegrafenlinie zwischen Bremerhaven und Bremen vorantrieb und 1846 die Elektrische Telegrafenlinie Bremen–Bremerhaven als Aktiengesellschaft gründete.